# Buronji
Buronji (cyr. Буроњи) – wieś w Czarnogórze, w gminie Podgorica. W 2011 roku liczyła 58 mieszkańców.